# 天音まこと
天音 まこと（てんね まこと、8月6日 - ）は、競技麻雀のプロ雀士。三重県出身。
日本プロ麻雀連盟所属。団体内の段位は五段。

## 獲得タイトル
- 新人王戦（第20期）[1]